# Косецкий, Сигизмунд Францевич
Сигизмунд Францевич Косецкий (пол. Zygmunt Franz Kosecki; 9 ноября 1875, Савичи, Каменец-Подольский уезд — 10 октября 1906, Мотовилихинский завод) — российский полицейский чиновник, помощник пристава Мотовилихинского завода Пермской губернии. За свои методы борьбы со стачечным движением в октябре 1906 года был убит выстрелом в голову пермским революционером А. А. Миковым.

## Биография
Теодор-Сигизмунд Косецкий родился в 1875 году в семье польских католиков, имевших знатное дворянское происхождение. Летом 1886 года он поступил в Каменец-Подольскую гимназию в своём родном уезде, где приобрёл славу крайне неспособного ученика, из-за чего решениями преподавательского состава три раза оставлялся на второй год. Так и не сумев окончить гимназию, Косецкий по настоянию отца бросил учёбу и поступил на службу в армию. Получив распределение в Костромской 19-й пехотный полк, он дослужился в нём до звания ефрейтора и в 1904 году был отправлен на Дальний Восток, где, несмотря на близость к фронту Русско-японской войны, Косецкому не довелось принять участие в боях.
Демобилизовавшись, Косецкий решил вернуться в своё родное село Савичи, однако по пути туда остался без средств к существованию и был вынужден остановиться в Перми, где устроился на полицейскую службу в чине младшего городового. 17 декабря 1905 года на похоронах жителя Перми Николая Павловича Норина, убитого в ходе беспорядков на Мотовилихинском заводе четырьмя днями ранее, Сигизмунд Косецкий вырвал красное знамя из рук революционеров, за что через месяц был повышен до околоточного надзирателя. В том же декабре 1905 года Косецкий возглавил отряды полицейских, защищавшие рабочих, сообщающих об угрозах со стороны Александра Алексеевича Микова и других «главарей революционного движения», которые обещали стрелять в тех из них, кто не будет принимать участие в забастовках. За работу по охране рабочих Косецкий в мае 1906 года был повышен до помощника пристава Мотовилихинского завода.
В новой должности Косецкий стал применять более эффективные методы по борьбе с революционным движением. Отныне обыски и аресты в вверенном Косецкому районе стали носить более организованный характер, жандармы были снабжены фотографиями революционно-настроенных рабочих, также заранее были известны их имена и партийные клички. За ужесточение мер борьбы со стачечным движением, а также за наносимый ему урон от рук созданной Косецким собственной сети осведомителей, в революционных кругах он получил прозвище «Чёрт». Применённые Косецким методы отразились не только на революционном движении Мотовилихинского завода, но и на криминальной обстановке в его пределах. Так, новому помощнику пристава удалось сократить количество убийств в Мотовилихе с пяти случаев в месяц до одного. Не обходил он стороной также и общественную жизнь Мотовилихи, для улучшения которой Косецкий возродил деятельность «Общества борьбы за народную трезвость» в саду Мотовилихинского театра, установил праздничный день для местных работников торговли, а также стал инициатором нанесения на фасады домов табличек с их номерами и названиями улиц.
23 июля 1906 года на Сигизмунда Косецкого на выходе из Мотовилихинского театра было совершено покушение. Тогда один из членов партии эсеров произвёл в помощника пристава восемь выстрелов из пистолета модели «Браунинг», однако ни одна из пуль не попала в Косецкого. Следующую попытку убийства Косецкого в начале осени 1906 года стали готовить члены Мотовилихинского отделения РСДРП под руководством А. А. Микова за многочисленные аресты их соратников. На одном из партийных собраний Миков поделился идеей об убийстве Косецкого с представителем пермского комитета РСДРП Николаем Ивановичем Патлых, который высказался резко против убийства полицейского, угрожая Микову исключением его группы из состава партии. Но, несмотря на это, Миков и соратники всё равно решили воплотить задуманное. 10 октября 1906 года в Мотовилихинском театре Сигизмунд Косецкий был убит Александром Миковым выстрелом в затылок.